# Асоцијација националних олимпијских комитета
Асоцијација националних олимпијских комитета (АНОК) међународна је организација која окупља 206 националних олимпијских комитета признатих од стране Међународног олимпијског комитета.
АНОК је основан 1979. године у Сан Хуану у Порторику. Сједиште АНОК се налазило од 1982. до 2010. у Паризу, када је премјештено у Лозану, олимпијску пријестолницу. Први предсједник организације од њеног основања је био Мексиканац Марио Вазкес Рања, а од 2012. године је Кувајћанин Фахад ел Сабах.
Сваки национални олимпијски комитет је повезан са једним од пет континенталних асоцијација:
| Континент | Континентална асоцијација                           | Основано |
| --------- | --------------------------------------------------- | -------- |
| Африка    | Асоцијација националних олимпијских комитета Африке | 1981.    |
| Америка   | Панамеричка спортска организација                   | 1940.    |
| Азија     | Олимпијски савет Азије                              | 1982.    |
| Европа    | Европски олимпијски комитети                        | 1968.    |
| Океанија  | Национални олимпијски комитети Океаније             | 1981.    |

## Председници
| Бр. | Име               | Земља   | Период                        |
| --- | ----------------- | ------- | ----------------------------- |
| 1.  | Марио Васкез Рања | Мексико | 26. јун 1979 − 13. април 2012 |
| 2.  | Фахад ел Сабах    | Кувајт  | 13. април 2012 −              |